# Cantonul Belcaire
Cantonul Belcaire este un canton din arondismentul Limoux, departamentul Aude, regiunea Languedoc-Roussillon, Franța.

## Comune
- Aunat
- Belcaire (reședință)
- Belfort-sur-Rebenty
- Belvis
- Campagna-de-Sault
- Camurac
- Comus
- Espezel
- La Fajolle
- Fontanès-de-Sault
- Galinagues
- Joucou
- Mazuby
- Mérial
- Niort-de-Sault
- Rodome
- Roquefeuil